# منتخب بوروندي لكرة القدم للسيدات
منتخب بوروندي لكرة القدم للسيدات (بالإنجليزية: Burundi women's national football team)‏ هو ممثل بوروندي الرسمي في المنافسات الدولية في كرة القدم للسيدات، يديريه اتحاد بوروندي لكرة القدم.